# Kje
Kje (Ќ, ќ) este o literă a alfabetului chirilic, folosit la scrierea limbii macedonene. Reprezintă /[[c (IPA)|c]]/ sau /ʨ/. Se poate translitera folosind ć (ex. Вреќа - Vreća - sac), sau uneori doar kj (vrekja). Cuvintele cu acest sunet sunt de multe ori inrudite cu caracterele din limba sârbă cu ћ/ć iar din limba croată, limba bosniacă și limba muntenegreană cu ć. Spre exemplu, cuvântul macedonean шеќер (Šećer/Šekjer, zahăr) corespunde cu sârbescul шећер/šećer și cuvântul croat, bosniac și muntenegrean šećer.